# جرج کیوکر
جرج کیوکر (به انگلیسی: George Cukor) (زاده ۸ ژوئیه ۱۸۹۹ در نیویورک و درگذشته در اثر سکته قلبی در ۲۴ ژانویه ۱۹۸۳) کارگردان اهل آمریکا بود.

## سرگذشت حرفه‌ای
جرج کیوکر در سال‌های دهه ۱۹۲۰ کارگردان تئاتر برادوی بود بعد کم‌کم وارد هالیوود شد و از یک استودیو به استودیو دیگر رفت و کارهای مختلفی را هم تجربه کرد حتی مدتی برای ارنست لوبیچ دیالوگ فیلمهایش را می‌نوشت. تا اینکه بالاخره با همکاری دیوید او سلزنیک اولین فیلمش گرامپی را می‌سازد. برای کارگردانی فیلم بربادرفته هم انتخاب می‌شود ولی به خاطر اختلافی که با سلزنیک در جادوگر شهر از پیدا می‌کند در هر دو فیلم ویکتور فلمینگ جایگزین او می‌شود.
کم‌کم در ساختن فیلم کمدی به کارگردانی صاحب سبک تبدیل می‌شود و با همکاری با او ۲۱ هنرپیشه نامزد دریافت اسکار می‌شوند.
به ویژه همکاری او با کاترین هیپورن در ۹ فیلم قابل توجه است.
در میان فیلم‌های کلاسیک او می‌توان به زنان کوچک (۱۹۳۳)، داستان فلادلفیا (۱۹۴۰)، ستاره‌ای متولد می‌شود (۱۹۵۴)، و بانوی زیبای من (۱۹۶۴) اشاره کرد که این فیلم آخر جایزه اسکار بهترین کارگردانی را هم نصیبش می‌کند.

## کارگردان زنان
از جرج کیوکر به عنوان کارگردان زنان هم یاد می‌شود او آنقدر که به بازیگرانش اهمیت می‌داد به فیلمنامه اهمیت نمی‌داند. او فیلم‌های زیادی دربارهٔ زنان ساخت و با بیشتر ستارگان زن دوره خود همکاری کرد. از جمله می‌توان به گرتا گاربو در زن دو چهره، اینگرید برگمن در چراغ گاز، دبورا کر در فیلم ادوارد پسرم، جین سیمونز در هنرپیشه، اوا گاردنر، سوفیا لورن، جودی گارلند در ستاره‌ای متولد می‌شود، آدری هپبورن در بانوی زیبای من و به ویژه کاترین هیپورن اشاره کرد.

## فیلم‌شناسی
- یک ساعت با تو (۱۹۳۲)
- هالیوود که دیگر بدرد نمی‌خورد (۱۹۳۲)
- ملودرام منهتن (۱۹۳۴)
- دیوید کاپرفیلد (۱۹۳۵)
- کمیل (۱۹۳۶)
- جادوگر شهر اُز (۱۹۳۹) (کارگردانی:غیر رسمی)
- بر باد رفته (۱۹۳۹) (کارگردانی:غیر رسمی؛در ابتدا کارگردان فیلم بوده و بعد مدتی کوتاه از شروع فیلم‌برداری اخراج می‌شود و ویکتور فلمینگ جایگزین او می‌شود.)
- داستان فیلادلفیا (۱۹۴۰)
- زن دو چهره (۱۹۴۱)
- چراغ گاز (۱۹۴۴)
- پیروزی در پرواز (۱۹۴۴)
- مرد دوچهره (۱۹۴۷)
- ادوارد، پسرم (۱۹۴۹)
- دنده آدم (۱۹۴۹)
- چشم و گوش بسته (۱۹۵۰)
- باد وحشی است (۱۹۵۵)
- بانوی زیبای من (۱۹۶۴)
- سفرهای من و عمه‌ام (۱۹۷۲)